# Phyllanthus tampinensis
Phyllanthus tampinensis är en emblikaväxtart som beskrevs av Jacques Désiré Leandri. Phyllanthus tampinensis ingår i släktet Phyllanthus och familjen emblikaväxter. Inga underarter finns listade i Catalogue of Life.